# Сура (станция)
Сура́ — промежуточная железнодорожная станция Пензенского региона Куйбышевской железной дороги, располагается на территории Пензенской области, в пгт. Сура.

## Описание
Станция расположена на двухпутном участке Кустарёвка — Самара электрифицированном постоянным током 3кВ. По характеру работы является промежуточной станцией, по объёму выполняемой работы отнесена к 5-му классу. Путевое развитие включает 6 путей: 2 главных (№ 1, 2) и 4 приёмо-отправочных (№ 3-5, 7). На станции располагается производственный участок Рузаевской дистанции пути (ПЧ-20 Рузаевка) и участок района контактной сети Инзенской дистанции электроснабжения (ЭЧ-4 Инза). Устройства железнодорожной связи обслуживает Сызранский региональный центр связи (РЦС-2 Сызрань). В чётной горловине к станции примыкают подъездные пути Шиншинского спиртзавода.
Станция включена в диспетчерскую централизацию участка Рузаевка — Новообразцовое. Открыта для грузовой работы.